# Mullum Mullum Creek
Der Mullum Mullum Creek ist ein Bach im Süden des australischen Bundesstaates Victoria. Er verläuft in den östlichen Vororten von Melbourne und ist ein Nebenfluss des Yarra River. Zehntausende von Jahren lang nutzten ihn die Wurundjeri, ein Aboriginesstamm der Kulin, die Variation der Woiwurrung-Sprache sprachen, als sichere Quelle für Nahrung und Werkzeug.
Der Bach ist einer der wenigen Wasserläufe im Stadtgebiet von Melbourne, der fast auf seiner ganzen Länge von ursprünglichem oder wiederangepflanztem Buschland umgeben ist und ein wichtiges Ökosystem darstellt. Etwa 80.000 Menschen leben im Einzugsgebiet des Baches. Das Buschland am Wasserlauf stellt ein Habitat für etliche Tierarten dar, z. B. das Schnabeltier, die Goldbauch-Schwimmratte, Koalas, eine Eulenart (Powerful Owl), den Rotrückenreiher, die Weißflügelkrähe und der Gelbohr-Rabenkakadu.
In den vergangenen Jahrzehnten standen der Bach und sein Tal im Mittelpunkt der Entwicklung der östlichen Vororte von Melbourne, z. B. dem Bau von Wohnhäusern, der Wiederanpflanzung natürlicher Vegetation und seit Kurzem dem Autobahnbau. Die Eastern Ring Road unterquert das Tal in einem 1,5 km langen Tunnel, damit das guterhaltene Ökosystem des Mullum Mullum Creek nicht gestört wird. In Ringwood aber überquert die Fernstraße den Bach oberirdisch, was seine Verlegung bedingte.

## Wortherkunft
'Mullum Mullum' ist ein Ausdruck der Woiwurrung-Sprache und bedeutet etwa 'Ort vieler großer Vögel’'. Viele Historiker schließen daraus, dass die wahre Bedeutung 'Ort der Adler' lautet. Es gibt aber auch viele andere Deutungen, z. B. 'Ort vieler großer Turmschwalben' oder 'Ort vieler großer Eulen', vielleicht weil sich im Tal des Baches eine große Eulenart (Powerful Owl) aufhält. Einige Geschichtswissenschaftler haben den Verdacht, dass 'Mullum Mullum' ein Fehlübersetzung eines anderen Wurundjeri-Ausdrucks, 'Ballum Ballum' ist, was dann 'Ort vieler Schmetterlinge' hieße. Im lichten Wald mit hohem Gras halten sich viele Schmetterlings- und Mottenarten auf, die noch nicht einmal alle klassifiziert sind.

## Geographie & Ökologie

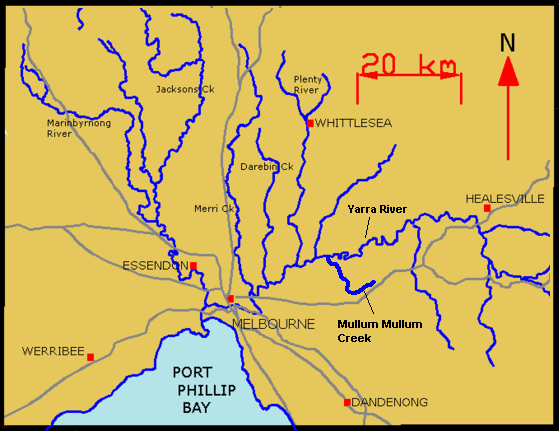
Mullum Mullum Creek im Flusssystem des Yarra River

Der Bach fließt 16 km durch das Mullum Mullum Valley zunächst nach Westen und dann nach Norden, um schließlich in den Yarra River zu münden. Auf seinem Lauf durchquert er etliche Stadtviertel von Melbourne, Croydon, Ringwood, Mitcham, Donvale, East Doncaster, das westliche Warrandyte und Templestowe. Wegen des Schlamms im Bachbett hat der Bach zumeist ein grünlich-bräunliche Farbe, bei größeren Regenfällen verfärbt er sich hellbraun. Das durchflossene Land lässt sich in vier Gebiete aufteilen, die Hochebene, die Mullum-Mullum-Klamm, das Tal und die Ebene.

### Hochebene
durch Croydon und Ringwood
Ein Ring bewaldeter Hügel, der das Dandenong-Tal vom Yarra-Tal trennt ist das Quellgebiet des Mullum Mullum Creek. Die Hochebene wird durch die Wicklow Ridge und den Reagh's Hill im Osten, die Bedford Road und den Maroondah Highway im Süden und den Loughnan's Hill und die Wonga Road Ridge im Westen begrenzt. Der Mullum Mullum Creek entspringt südlich des Birt's Hill hinter der Yarra Valley School und fließt über Streuobstwiesen, Buschland und Parks durch Ringwood am Eastland Shopping Centre vorbei. In den Wäldern finden sich Hyazinthen und kleine Grasbäume.
Die otterähnliche Goldbauch-Schwimmratte ernährt sich hier aus dem Wasserlauf. Der grasige, lichte Wald in diesem Gebiet beherbergt viele noch nicht klassifizierte Schmetterlinge, ebenso wie Vögel und Possums. Die trockenen Wälder mit ihren gemischten Baumarten weichen immer mehr Sumpf-Eukalyptus und Manna-Eukalyptus, je weiter der Bach nach Süden fließt. Einst floss der Bach in der Nähe der New Street südlich des Maroondah Highway das heute trockene Bachbett des oberen Heatherdale Creek hinunter und über den Dandenong Creek in die Port Phillip Bay, aber natürliche Geländeveränderungen leiteten das Wasser durch eine enge Klamm in den Hügeln nach Norden zum Yarra River.

### Mullum-Mullum-Klamm

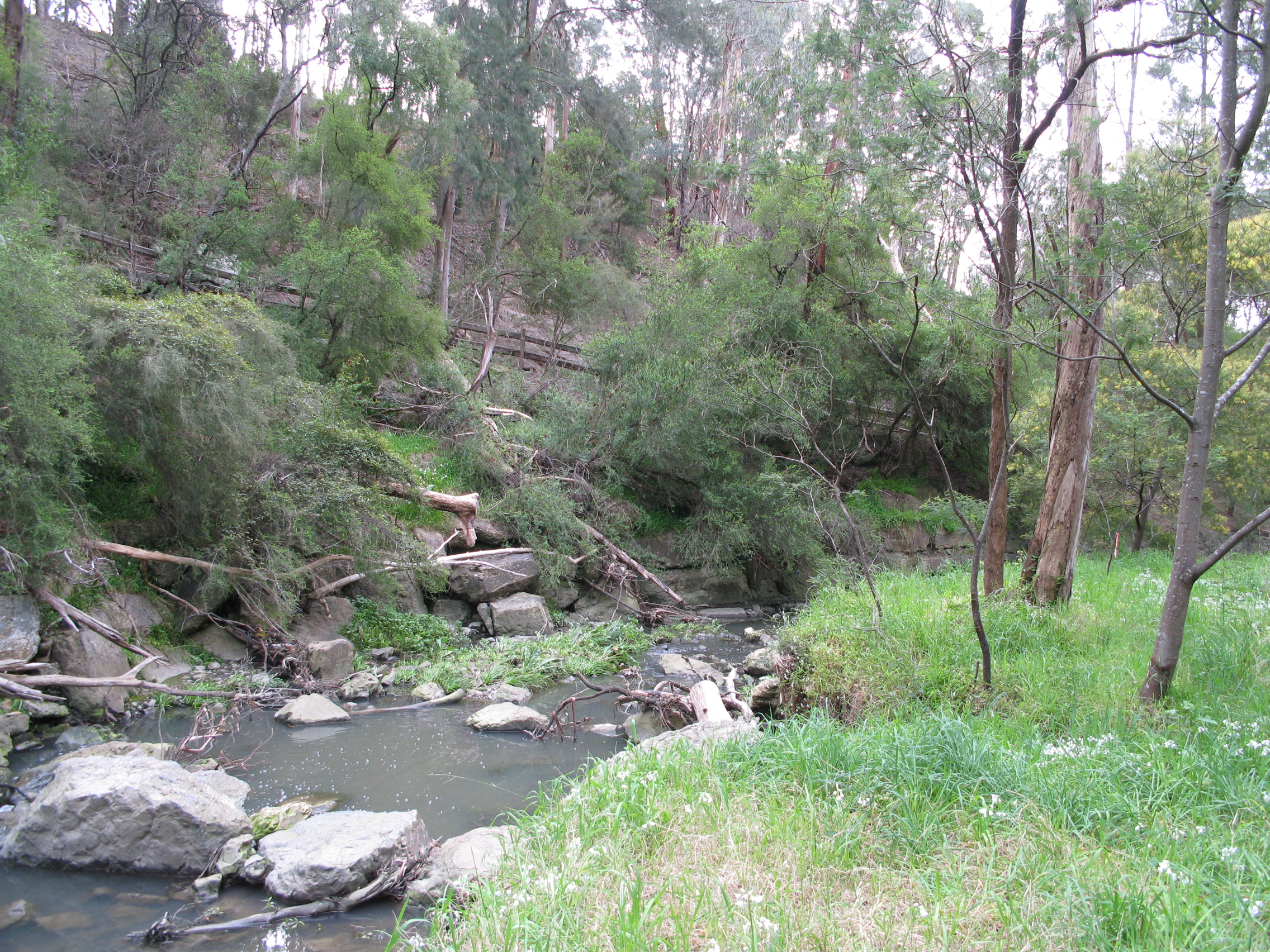
Ein Abschnitt der Mullum-Mullum-Klamm in der Nähe von Yarran Dheran

durch Ringwood, Mitsham, Park Orchards und Donvale
Mit dem zusätzlichen Wasser hat der Mullum Mullum Creek eine steile, V-förmige Klamm mit Felsstufen in die Hochebene eingegraben. Hier, im feuchten Schatten, bietet primärer Auwald ein Habitat für Koalas und einheimische Vogelarten. Frauenhaarfarne und Baumfarne gedeihen. Die trockeneren Hänge beherbergen Orchideen und Ameisenigel. Wenn man durch das steile Buschland unterhalb der Poynton Avenue in Ringwood streift, sieht man die Felsstufen und die farnbedeckten Ufer der Mullum-Mullum-Klamm. Der lichte, hohe Manna-Eukalyptus-Wald mit Unterholz aus Baumfarnen beherbergt australische Eulenschwalmen und Kurzkopfgleitbeutler. Beim Schwerkolt Cottage werden die Felsstufen von lichtem, grasigen Wald begrenzt. Der seltene Heidewald ist mit einheimischen Orchideen angereichert, besonders beim Antonio Park, Yarran Dheran, dem Hillcrest-Gebiet bei Mitcham, dem Chaim-Court-Bushland und dem Pipe-Track bei Donvale.
Im hohen, alten Manna-Eukalyptus-Wald beim Whitefriars College finden sich Enten (die oben auf alten Baumstämmen nisten), karmesinrote Plattschweifsittiche, Rosakakadus und andere Papageien (die in alten Baumstümpfen nisten), seltene Eulenarten (Powerful Owl) und Allfarbloris. Bunte Kormorane und Rotrückenreiher fliegen über die Pools des Baches. Goldbauch-Schwimmratten und gelegentlich ein Schnabeltier fischen nach Galaxien, Gründlingen und Krebsen. Man findet Spuren von grabenden Wombats an den Hängen, aber die Tiere selbst sind schwierig zu finden. Gelegentlich besuchen auch das Sumpfwallaby oder das östliche graue Riesenkänguru die Klamm. Bei warmem Wetter kann man Skinke, Blauzungenskinke und Kupferkopf-Schlangen sehen. Andere seltene Spezies sind der marmorierte Gecko und die Weißlippenschlange.

### Tal
durch Donvale, Doncaster East und Warrandyte
An der Park Road in Park Orchards öffnet sich das Tal. Hier fließen viele kleine Bäche in den Mullum Mullum Creek. Der Loughnan's Creek entwässert die Loughie's Bushland Reserve und die B. J. Hubbard Bushland Reserve in Ringwood North und viele grüne Korridore und Wege verlaufen zu den Buschlandparks des Mullum Mullum Creek im Westen. Stellen mit gutem Buschland, wie Pfadfinderlager an der McGowans Road, bieten Lebensräume für Koalas und die australische Eulenschwalme. Lichte Wälder mit gelben Eukalyptus und Unterholz aus Kängurugras im Osten sorgen für die Erhaltung der Kängurus und ermöglichen den Weißflügelkrähen das Brutgeschäft. Von den höheren Geländepunkten in Park Orchards sieht man bis zur Great Dividing Range und zum Mount Macedon im Norden sowie ins Yarra Valley. Alte Goldminen sind Heimstätten von Fledermauskolonien.
Das Bauernland in Park Orchards, das Buschland von der Tindalls Road bis zur Reynolds Road, der Currawong Bush Park und auch das renaturierte Buschland beim Larnoo Drive in Donvale bieten alle wundervolle Buschland-Habitate mit offenem Land. Kleine Nebenflüsse mit Feuchtgebieten, Farnen und Grasfröschen fließen beim Currawong Bush Park in den Mullum Mullum Creek. Kängurus, Koalas und Ameisenigel findet man regelmäßig und auch Schnabeltiere leben im Bach. Der letzte größere Nebenfluss, der das Tal des Green Gully Linear Park bildete, fließt am Tikalara Park, gegenüber dem neuen Park am Ende der Blackburn Road, in den Mullum Mullum Creek.

### Ebene

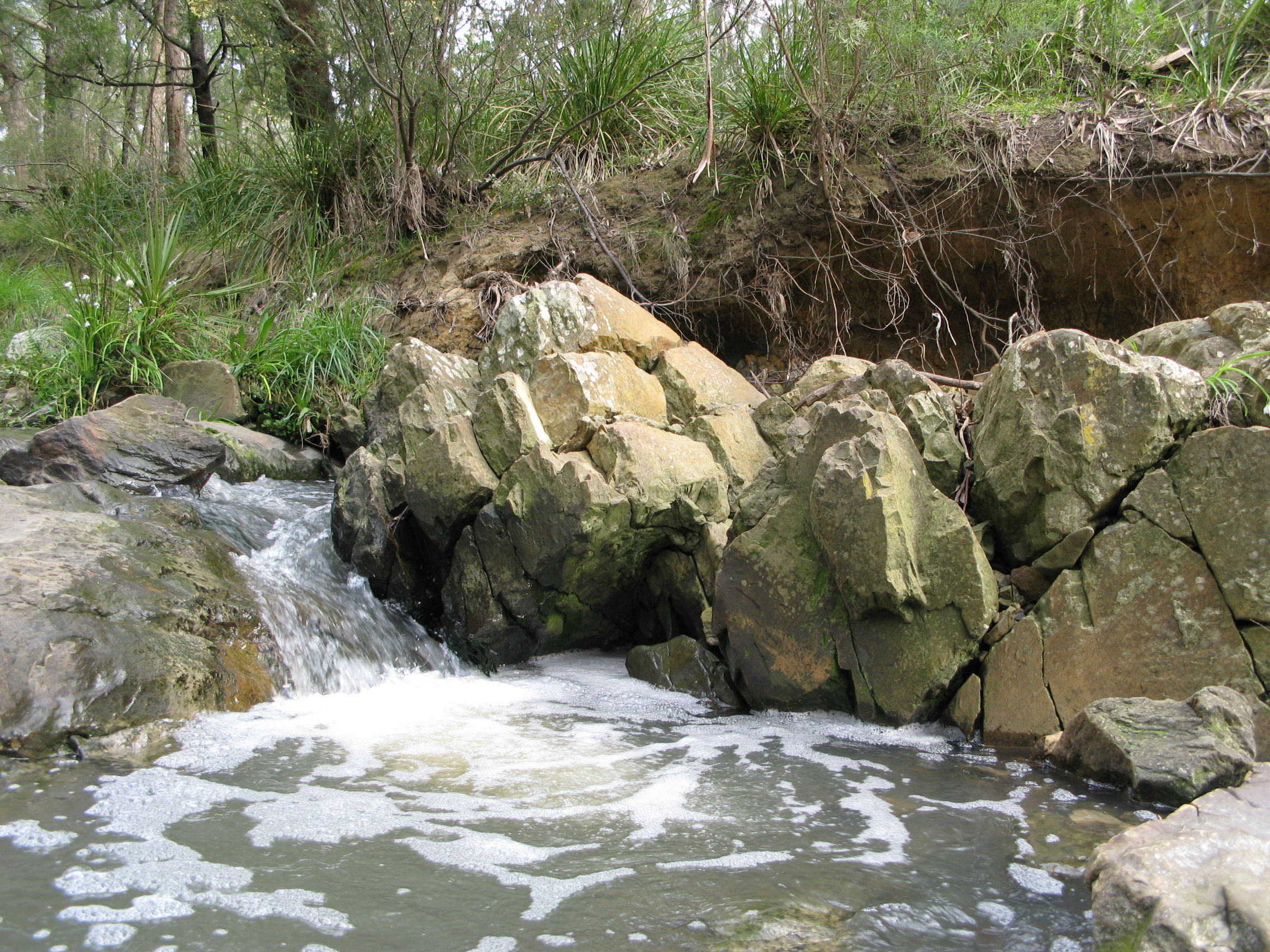
Mullum Mullum Creek bei Mitcham bei niedrigem Wasserstand

durch Doncaster East und Templestowe
Nördlich der Straße von Heidelberg nach Warrandyte schlängelt sich der Bach Richtung Yarra River bei Templestowe. Wo Mullum Mullum Creek und Yarra River sich treffen, treffen sich auch die Wurundjeri- und die europäische Kultur. Tikalara Park, die nächste Station des Yarra Valley Metropolitan Park stromaufwärts von Petty's Orchard, ist ein besonders wichtiger Ort für die Wurundjeri. Hier zeigen alte Schnitzereien an Bäumen und zerbrochene Steine besonders deutlich, dass die Gegend ein Versammlungsplatz für die Wurundjeri-Clans war.
Die Siedlung Pontville am Mullum Mullum Creek in der Nähe des Yarra River ist ein geschichtlich wichtiger Ort für den Staat Victoria, weil sie an frühe europäische Siedlungen erinnert und als Ort des Konfliktes zwischen der europäischen und der Wurundjeri-Kultur bekannt ist. Die Ebene, in der der Mullum Mullum Creek in den Yarra River mündet, ist Heimat für Kängurus, Wallabys und Wombats und ist auch als Brutgebiet für Schnabeltiere bekannt. Die Australian Platypus Conservancy hat die wesentliche Schnabeltierpopulation in diesem Gebiet untersucht und man hat nachgewiesen, dass der Bach das Habitat mit der größten Dichte an Schnabeltieren im gesamten Einzugsgebiet des Yarra River und seiner Nebenflüsse ist.

### Siedlungen
Im Einzugsbereich des Baches leben etwa 70.000–80.000 Menschen. Die Siedlungen am Mullum Mullum Creek sind hier bachaufwärts aufgelistet:
- Östliches Templestowe – 4.000 Einwohner
- Westliches Warrandyte – 6.800 Einwohner
- Doncaster East – 26.700 Einwohner
- Park Orchards – 3.500 Einwohner
- Donvale – 11.600 Einwohner
- Östliches Mitcham – 8.000 Einwohner
- Ringwood – 15.200 Einwohner
- Croydon – 22.000 Einwohner
- Croydon Hills – 5.400 Einwohner

## Geschichte
Man nimmt an, dass Bach und Tal von den Aborigines als Weg von heutigen Melbourne nach Warrandyte genutzt wurden. Die frühen europäischen Siedlungen belegten die feuchten, grasigen Wälder auf beiden Seiten der Hügel entlang der Hauptstraßen und Eisenbahnlinien und die weiteren Täler mit Beschlag. Streuobstwiesen wurden auf den höher gelegenen Ebenen von Ringwood, Croydon, Park Orchards und Templestowe angelegt.
Die Wichtigkeit des Naturraumes im Bachtal wurde früh von Naturalisten erkannt, die Ausflüge nach Mitcham unternahmen, um das besondere Buschland und die reichen Wildblumenwiesen zu sehen. In den 1920er- und 1930er-Jahren schlug man vor, das Mullum Mullum Valley zur Schutzzone zu erklären, aber das verbliebene Buschland war nicht durch die Entwicklung der Siedlungen bedroht, die Szenerie dort war nicht so spektakulär und die Gesellschaft hatte damals andere Prioritäten gesetzt. Nach dem Zweiten Weltkrieg unternahmen weitere Leute Exkursionen und Tagesausflüge nach Mitcham und zum Loughnan’s Hill und Loughnan’s Lake nach Ringwood North, um die Ausblicke und das wundervolle Buschland zu genießen.
1946 wurde in lokalen Stadtentwicklungsplänen erneut der Schutz dieses Buschlandes als Park vorgeschlagen, aber diese Pläne wurden dann zum MMBW Metropolitan Planning Scheme zusammengefasst. 1954 wurde im Rahmen dieses Entwicklungsplanes erstmals eine Reihe von „Parkstraßen“ die Bachtäler hinauf vorgeschlagen, die aber mit dem neuen Verkehrsplan für Melbourne 1969 wieder hinfällig wurden. Viele Einwohner, die sich in den 1930er- und 1940er-Jahren entschieden hatten, ihre Häuser am Rande des Buschlandes zu bauen, kämpften über 50 Jahre lang für den Schutz ebendieses Buschlandes vor der Bebauung.

## Parks und Erholung

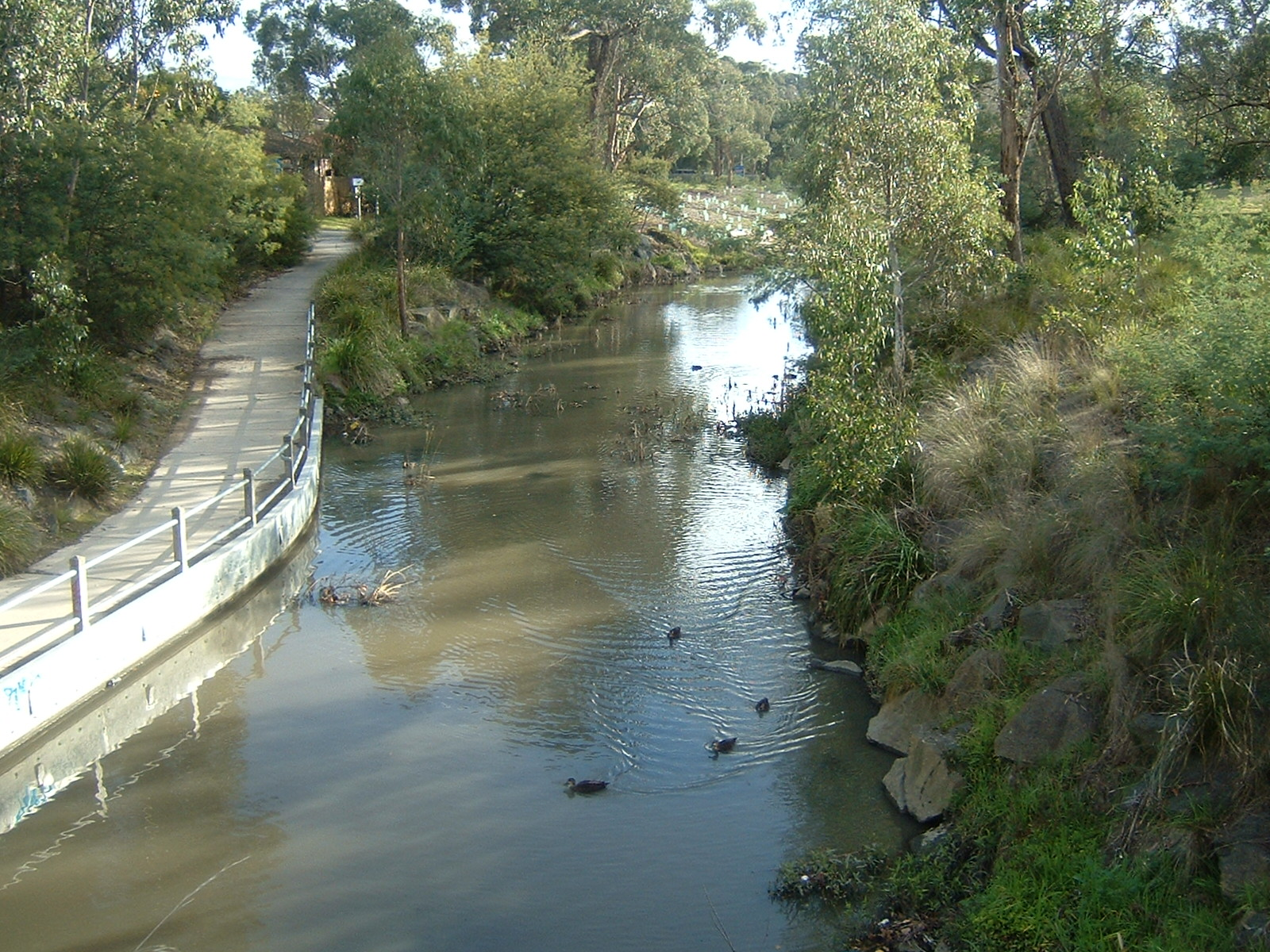
Teil des Mullum Mullum Creek Trails in Ringwood

Parks Victoria betreibt heute viele Gebiete geschützten Parklands entlang des Mullum Mullum Creeks. Große Teile dieses Parklandes, besonders im Talabschnitt, wurden neu bepflanzt und regeneriert, während andere noch mit ursprünglichem Buschland bedeckt sind. Der Mullum Mullum Creek Trail läuft durch dieses Parkland am Bach entlang und ermöglicht Radfahrern Zugang zum gesamten Bachtal. Eine Liste der Parks am Bach (bachabwärts geordnet) ist hier aufgeführt:
- Douglas Maggs Reserve (Spielplatz)
- Peter Vergers Reserve (Tennis)
- Mullum Mullum Reserve Ringwood (Football, Cricket, Spielplatz)
- Ringwood Lake
- Schwerkolt Cottage (Museum & Gärten)
- Yarran Dheran
- Hillcrest Reserve
- Walert Creek
- Buck Reserve (Ponyreitverein & Reitwege)
- Mullum Mullum Creek Linear Park – oberer Abschnitt
- Mullum Mullum Reserve Donvale (Hockey, Bowls, Tennis)
- Currawong Bush Park (Wildpark, Lehrpfade)
- Mullum Mullum Creek Linear Park – unterer Abschnitt
- Mullum Mullum Wetlands
- Deep Creek Reserve (Baseball)
- Domain Wetlands
- Tikalara Park
- Yarra River

Viele dieser Parks haben Fuß- oder Radwege, vielfach auch kombiniert. Der Mullum Mullum Creek Linear Park folgt dem Bachlauf im offenen Talabschnitt zwischen Doncaster East und Donvale. Im gleichen Abschnitt verläuft auch der Mullum Mullum Creek Trail am Bach entlang. Die Fahrradwege am Oberlauf sind der Mullum Mullum Valley Path durch die Klamm und ein Weg durch Ringwood nach Croydon entlang des Baches.

## Bachquerungen

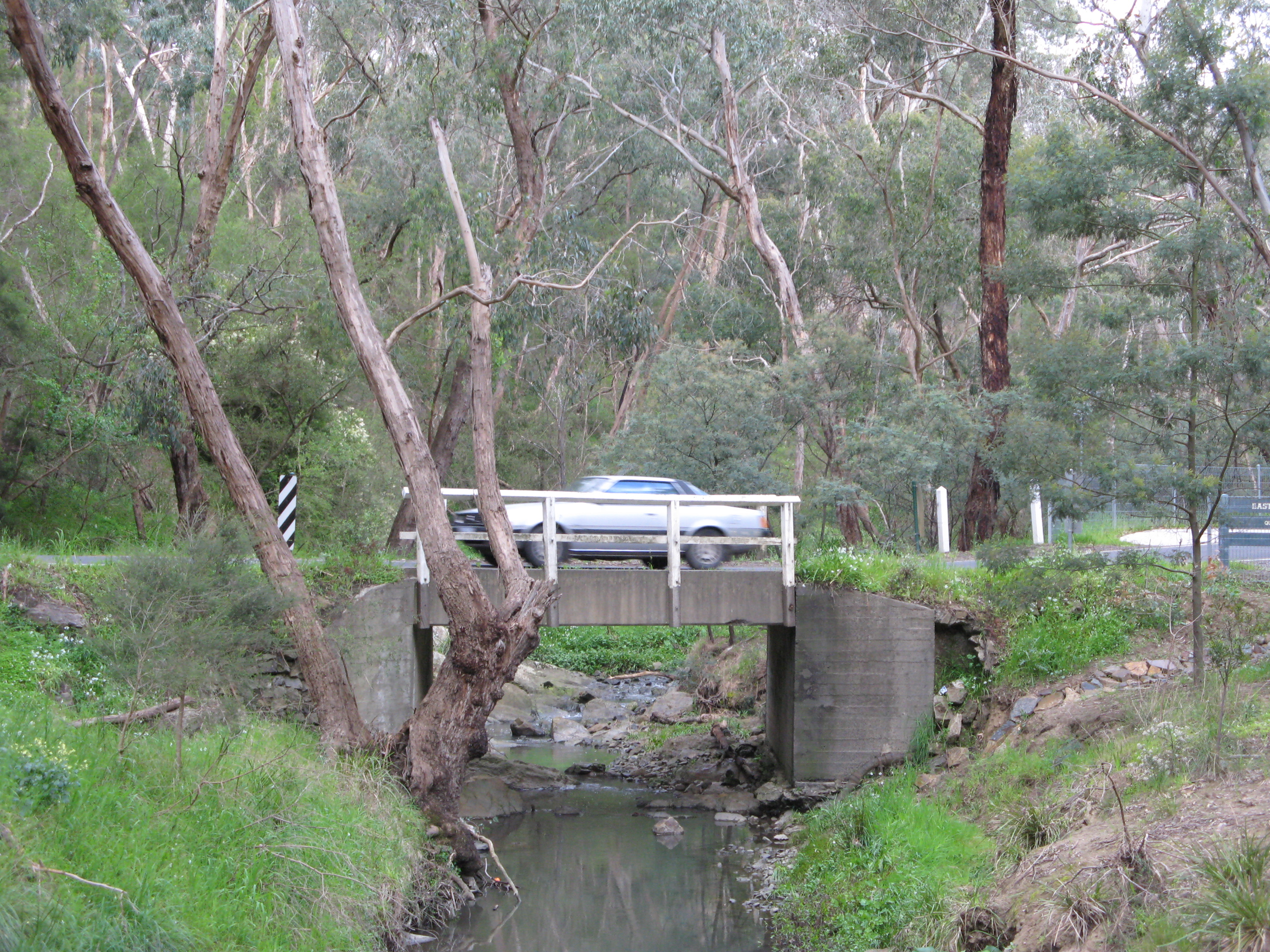
Die einspurige Quarry Road Bridge bei Yarran Dheran

Es gibt viele Querungen des Mullum Mullum Creek, z. B. 15 Fußgängerbrücken, die nicht alle in dieser Liste aufgeführt sind, weil sie zu klein und unbedeutend sind:
- The Parkway – einspurige Brücke von lokaler Bedeutung
- Manna Gum Bridge – Hauptstraße und Fußweg
- Reynolds Road – Hauptstraße
- Donvale Pony Club Footbridge
- Tindals Road – untergeordnete Straße
- Park Road – untergeordnete Straße und Fußweg
- Heads Road – einspurige Brücke von lokaler Bedeutung
- EastLink – Tunnel der Schnellstraße
- Quarry Road – einspurige Brücke von lokaler Bedeutung
- Yarran Dheran Footbridges
- Deep Creek Road – untergeordnete Straße
- EastLink - Schnellstraße (Ringwood Interchange)
- Ringwood Bypass – Hauptstraße
- Oliver Street – Brücke von lokaler Bedeutung
- Oban Road – untergeordnete Straße
- Kalinda Road – Brücke von lokaler Bedeutung

### Schnellstraßentunnels
2006–2008 wurde die Eastern Ring Road (EastLink), eine mautpflichtige Schnellstraße für Melbournes östliche und südöstliche Stadtviertel, gebaut. Sie quert den Mullum Mullum Creek und sein Tal in Ringwood und Donvale. Im Planungsstadium gab es etliche Vorschläge, wie diese Querungen auszuführen seien. Ein Vorschlag war die Anlage eines 3 km langen Tunnels unter dem gesamten Tal, ein anderer eine offene Autobahn, die den gesamten Naturraum zerstört hätte. Die Staatsregierung entschied sich für einen Kompromiss und es wurden zwei Tunnels mit je 1,5 km Länge gebaut. Der Tunnel in Richtung Osten wurde nach dem Bach benannt, der andere nach Dame Nellie Melba.
Die Ironie lag darin, dass der wichtigste Grund für den natürlichen Erhaltungszustand des Baches bei Planungsbeginn war, dass er von anderen Bauten verschont worden war, weil das Gelände für den künftigen Straßenbau reserviert war.

## Umweltverschmutzung

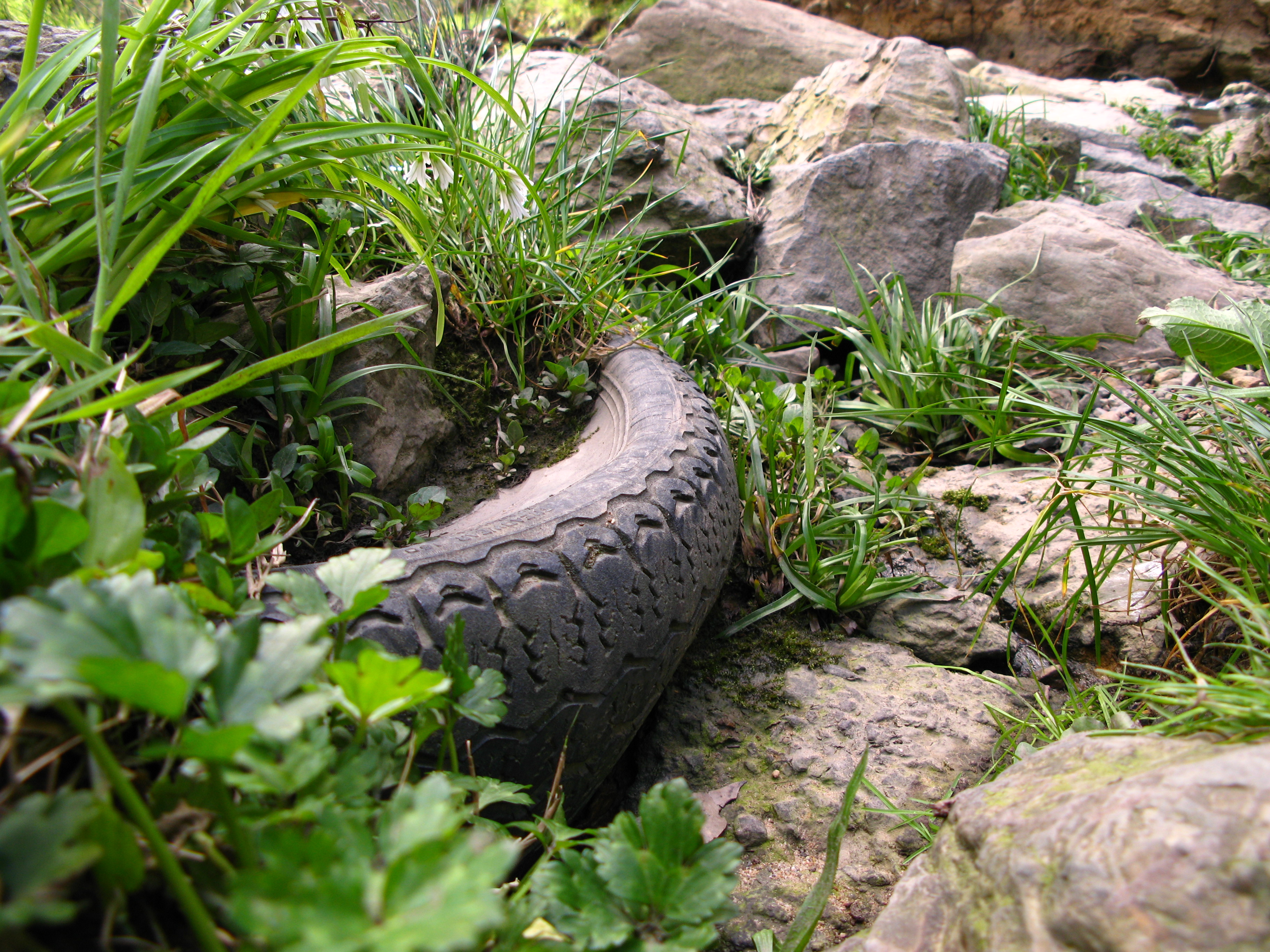
Ein Altreifen im Bachbett in Mitcham

Der Mullum Mullum Creek leidet unter Problemen, die typisch für die Entwicklung eines städtischen Umfeldes sind, und die Verschmutzung im Bach und an seinen Ufern ist leider deutlich sichtbar. Zwei der schlimmsten Probleme sind die Einschwemmung von Abwässern nach starken Regenfällen und Undichtigkeiten von Klärgruben auf Wohngrundstücken, die ebenfalls zum Eintrag von Abwässern in die Wasserläufe und damit auch in den Bach führen. Diese Probleme betreffen auch den Yarra River und wurden zum zentralen ökologischen Thema in der Politik Victorias.
2005 infizierten sich drei Kajakfahrer mit Leptospirose und erlitten Wahnanfälle und Lungenblutungen, nachdem sie Flusswasser des Yarra River geschluckt hatten. Daraufhin wurden im Yarra River und im Mullum Mullum Creek Wasserproben genommen und es kam heraus, dass die Konzentration an Krankheitserregern die australischen und internationalen Grenzwerte für Badegewässer überschritten hatte. Dies ist in einer Studie der Environment Protection Authority (EPA Victoria) aus dem Jahre 2007 festgehalten, die sich mit der Konzentration von menschlichen Fäkalkeimen und E. coli-Bakterien befasst. Andere wichtige Verschmutzungen, die dem Bach durch Regenwasserkanäle und Oberflächenwässer zugeführt werden, sind Exkremente von Hunden, Zigarettenstummel, Verpackungsreste und anderer Müll.

### Verschmutzung durch Müll
Häufig werden Plastiktüten und Verpackungsreste in den Bach gespült, die sich nach dem Hochwasser in Bäumen und am Bachufer wiederfinden. Auch Altreifen und andere Autoteile, wie Batterien und Metallteile, werden häufig gefunden. Große Betonbrocken finden an vielen Stellen irgendwie ihren Weg in den Bach, liegen dann zwischen den natürlichen Felsen und wären kaum zu sehen, wenn man nicht ihre Struktur erkennen würde. Häufig findet man auch Kleidung, insbesondere solche aus Kunstfasern, wie Handschuhe, Schuhe und Taschen, während Kleidung aus Naturfasern, wie Hemden, in der Umwelt abgebaut werden.

## Abgeleitete Namen

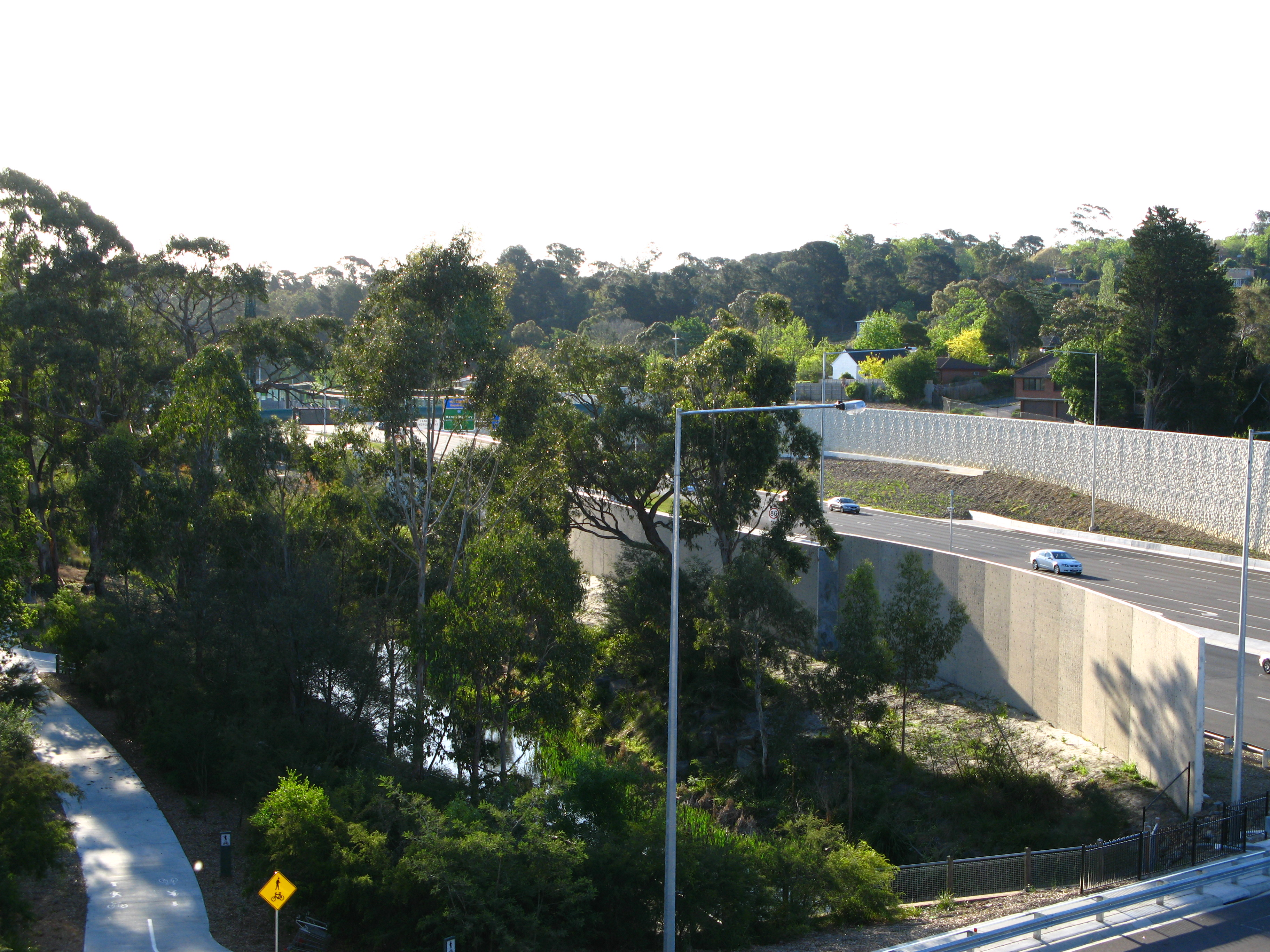
Der Bach zwischen dem Eastland Shopping Centre und der Umgehungsstraße von Ringwood

Viele umliegende Strukturen tragen den Namen des Mullum Mullum Creek:
- Parks

Mullum Mullum Creek Linear Park
Mullum Mullum Reserve Ringwood
Mullum Mullum Reserve Donvale
- Wege

Mullum Mullum Creek Trail
Mullum Mullum Valley Path
- Straßen

Mullum Mullum Tunnel
Mullum Place
- Geographie

Mullum Mullum Wetlands